# Хеортологија
Хеортологија (грч. ἑορτή — празник, свечаник, учење) је помоћна историјска дисциплина, која проучава празнике, њихов постанак и значај.
Настала у оквиру система богословских наука у оквиру литургике – посебне црквене науке која се бави проучавањем богослужења, чинећи, уз химнографију, један од својих пододељака, фокусирајући се на историју настанка богослужења. празници, њихов развој, као и сродна питања историје настанка календара и врсте календара, развој Типика као регулатора свакодневног и празничног црквеног живота.
У 20. веку појам се појављује и на пресеку културних и психолошко-педагошких примењених истраживања чији су предмет празници као облик друштвене делатности. Дакле, у комбинацији са игологијом, хеортолошки материјал се користи у обиму који не подразумева специфично теолошко поимање празника верског порекла, фокусирајући се пре свега на спољашње структурне облике празника и његову менталну перцепцију од стране учесника, поткрепљујући ово одређене препоруке за техничку организацију одговарајућих масовних празничних окупљања.